# Albert Bournet
Fleury Victor Albert Bournet (né le 16 avril 1854 à Lyon et mort le 11 février 1895 à Amplepuis) est un médecin et criminologue français.

## Biographie
Secrétaire du professeur Alexandre Lacassagne, médecin et criminologue, Albert Bournet entreprend en 1883 un voyage d’études en Corse pour le ministère de l’Intérieur, afin d'y étudier la criminalité organisée qui s'est développée depuis l'instauration de la Troisième République.